# Кулики (Рязанская область)
Кулики́ — село в Шацком районе Рязанской области. Входит в состав Тарадеевского сельского поселения. Точная дата основания не известна.
Расстояние до районного центра — 30 км, до областного центра 165 км. Находится в 20 км к югу от федеральной автомобильной дороги М5 «Урал».

## Население
| 1989 | 2010 | 2012 |
| ---- | ---- | ---- |
| 406  | ↘188 | ↗190 |

## Улицы
Село состоит из 9 улиц:
- ул. Вишнёвая
- ул. Дачная
- ул. Колхозная
- ул. Лесная
- ул. Набережная
- ул. Новая
- ул. Садовая
- ул. Центральная
- ул. Черёмушки